# FedEx Air Player
Il FedEx Air Player è il riconoscimento assegnato ogni settimana e a fine stagione al miglior quarterback della National Football League. A partire dalla stagione 2024 il riconoscimento fu allargato anche a wide receiver e tight end.
Introdotto dalla stagione 2003 e sponsorizzato da FedEx, azienda di spedizioni espresse, il nome Air Player è ispirato a servizi di trasporto e consegna aerei forniti dall'azienda. La scelta viene fatta tra i 3 migliori quarterback della settimana, individuati sulla base delle statistiche della loro prestazione, che vengono votati dai tifosi dal lunedì al mercoledì sul sito della lega NFL.com e quindi viene proclamato il vincitore in base alle preferenze raccolte. La FedEx dona 2.000 dollari in nome del vincitore ad un'iniziativa benefica scelta all'inizio dell'anno. Al termine della stagione, con lo stesso meccanismo, viene premiato il miglior quarterback dell'anno.
Alla stagione 2023 Drew Brees e Peyton Manning detengono il record di maggior numero di vittorie del titolo annuale con quattro. Brees detiene anche il record di maggior numero di vittorie settimanali con 33.

## 2024

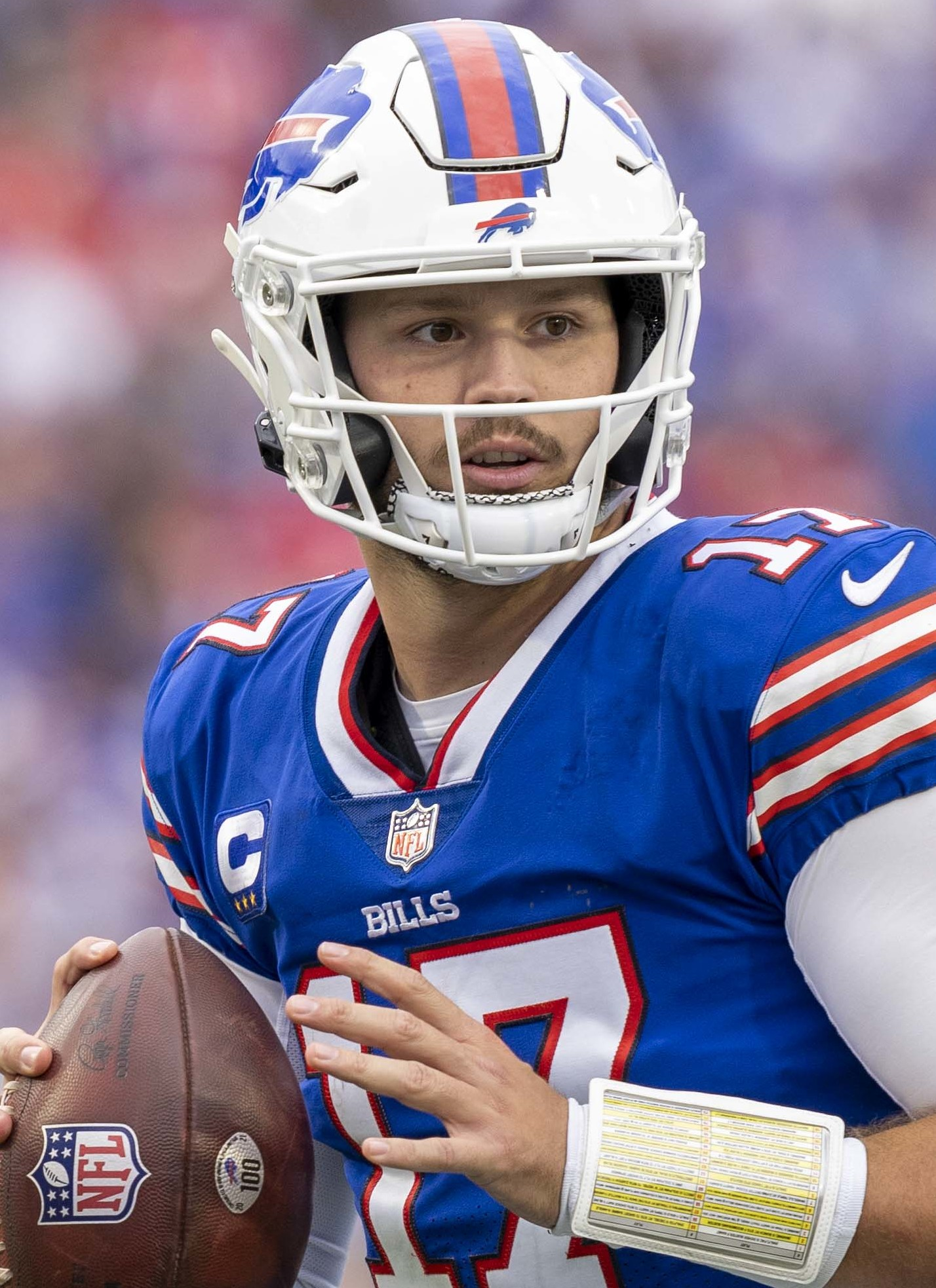
Josh Allen, quarterback dei Buffalo Bills, vincitore per il 2024

Vincitori settimanali
| Settimana | Giocatore          | Squadra               | Note   |
| --------- | ------------------ | --------------------- | ------ |
| 1ª        | Baker Mayfield (3) | Tampa Bay Buccaneers  | [ 3 ]  |
| 2ª        | Kyler Murray       | Arizona Cardinals     | [ 4 ]  |
| 3ª        | Andy Dalton        | Carolina Panthers     | [ 5 ]  |
| 4ª        | Jayden Daniels     | Washington Commanders | [ 6 ]  |
| 5ª        | Joe Burrow (10)    | Cincinnati Bengals    | [ 7 ]  |
| 6ª        | Caleb Williams     | Chicago Bears         | [ 8 ]  |
| 6ª        | Jordan Love (2)    | Green Bay Packers     | [ 9 ]  |
| 7ª        | Jared Goff (6)     | Detroit Lions         | [ 10 ] |
| 8ª        | Jayden Daniels (2) | Washington Commanders | [ 11 ] |
| 9ª        | Joe Burrow (11)    | Cincinnati Bengals    | [ 12 ] |
| 10ª       | Joe Burrow (12)    | Cincinnati Bengals    | [ 13 ] |
| 11ª       | Bo Nix             | Denver Broncos        | [ 14 ] |
| 12ª       | Tua Tagovailoa (7) | Miami Dolphins        | [ 15 ] |
| 13ª       | Russell Wilson (8) | Pittsburgh Steelers   | [ 16 ] |
| 13ª       | Josh Allen (7)     | Buffalo Bills         | [ 16 ] |
| 14ª       | Josh Allen (8)     | Buffalo Bills         | [ 17 ] |
| 15ª       | Josh Allen (9)     | Buffalo Bills         | [ 18 ] |
| 16ª       | Jayden Daniels (3) | Washington Commanders | [ 19 ] |
| 17ª       | Joe Burrow (13)    | Cincinnati Bengals    | [ 20 ] |
| 18ª       | Bo Nix (2)         | Denver Broncos        | [ 21 ] |

Vincitore finale 2024
| Giocatore  | Squadra       | Note   |
| ---------- | ------------- | ------ |
| Josh Allen | Buffalo Bills | [ 22 ] |

## 2023

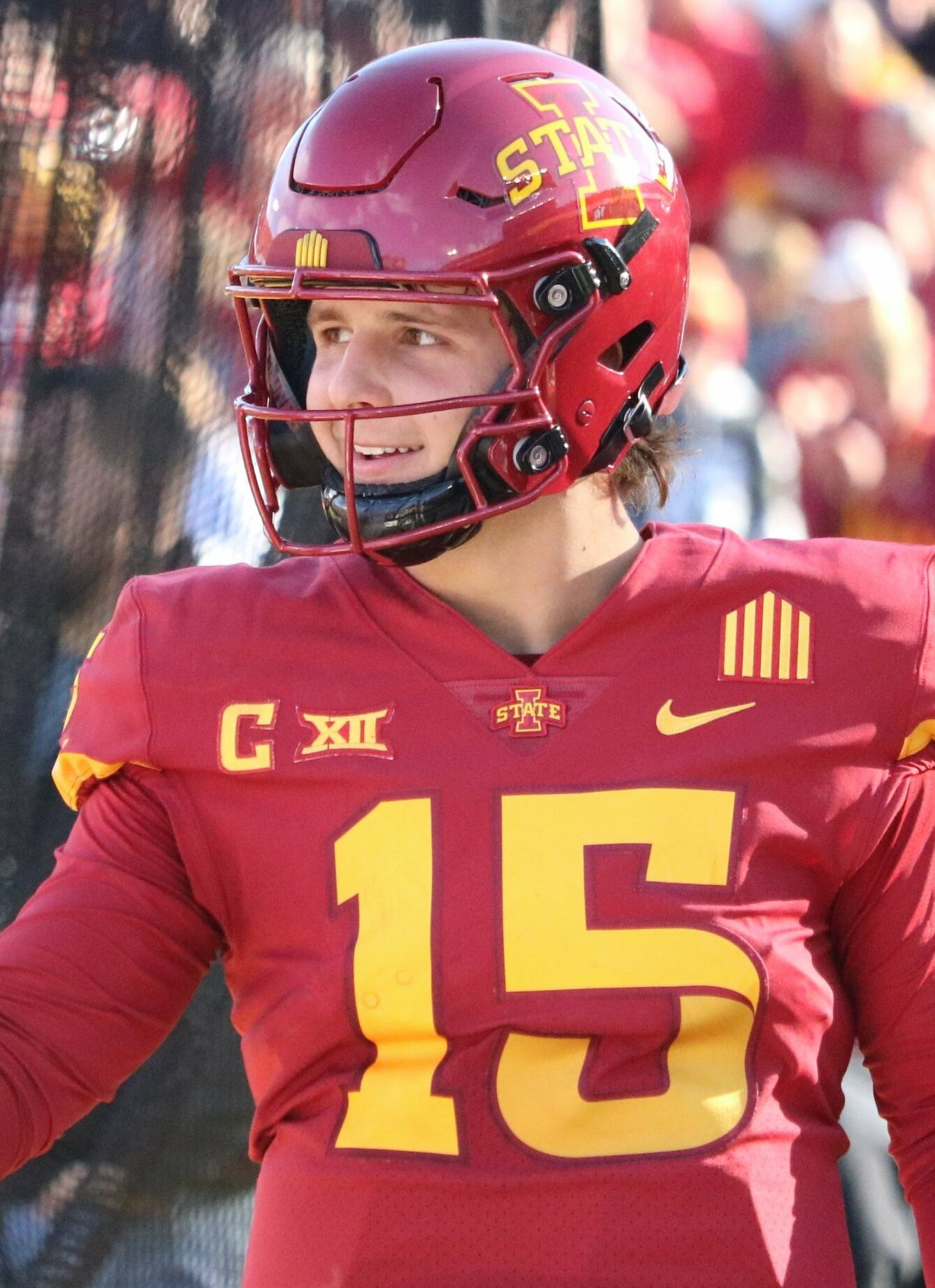
Brock Purdy vincitore per la stagione 2023

Vincitori settimanali
| Settimana | Giocatore           | Squadra              | Note   |
| --------- | ------------------- | -------------------- | ------ |
| 1ª        | Tua Tagovailoa (5)  | Miami Dolphins       |        |
| 2ª        | Geno Smith          | Seattle Seahawks     | [ 23 ] |
| 3ª        | Tua Tagovailoa (6)  | Miami Dolphins       | [ 24 ] |
| 4ª        | Josh Allen (6)      | Buffalo Bills        | [ 25 ] |
| 5ª        | Joe Burrow (9)      | Cincinnati Bengals   | [ 26 ] |
| 6ª        | Jared Goff (5)      | Detroit Lions        | [ 27 ] |
| 7ª        | Patrick Mahomes (8) | Kansas City Chiefs   | [ 28 ] |
| 8ª        | Jalen Hurts (3)     | Philadelphia Eagles  |        |
| 9ª        | C.J. Stroud         | Houston Texans       |        |
| 10ª       | Dak Prescott (8)    | Dallas Cowboys       | [ 29 ] |
| 11ª       | Brock Purdy         | San Francisco 49ers  | [ 30 ] |
| 12ª       | Dak Prescott (9)    | Dallas Cowboys       | [ 31 ] |
| 13ª       | Brock Purdy (2)     | San Francisco 49ers  | [ 32 ] |
| 14ª       | Brock Purdy (3)     | San Francisco 49ers  | [ 33 ] |
| 15ª       | Baker Mayfield (2)  | Tampa Bay Buccaneers | [ 34 ] |
| 16ª       | Joe Flacco (7)      | Cleveland Browns     | [ 35 ] |
| 17ª       | Lamar Jackson (4)   | Baltimore Ravens     | [ 36 ] |
| 18ª       | Jordan Love         | Green Bay Packers    | [ 37 ] |

Vincitore finale 2023
| Giocatore   | Squadra             | Note   |
| ----------- | ------------------- | ------ |
| Brock Purdy | San Francisco 49ers | [ 38 ] |

## 2022

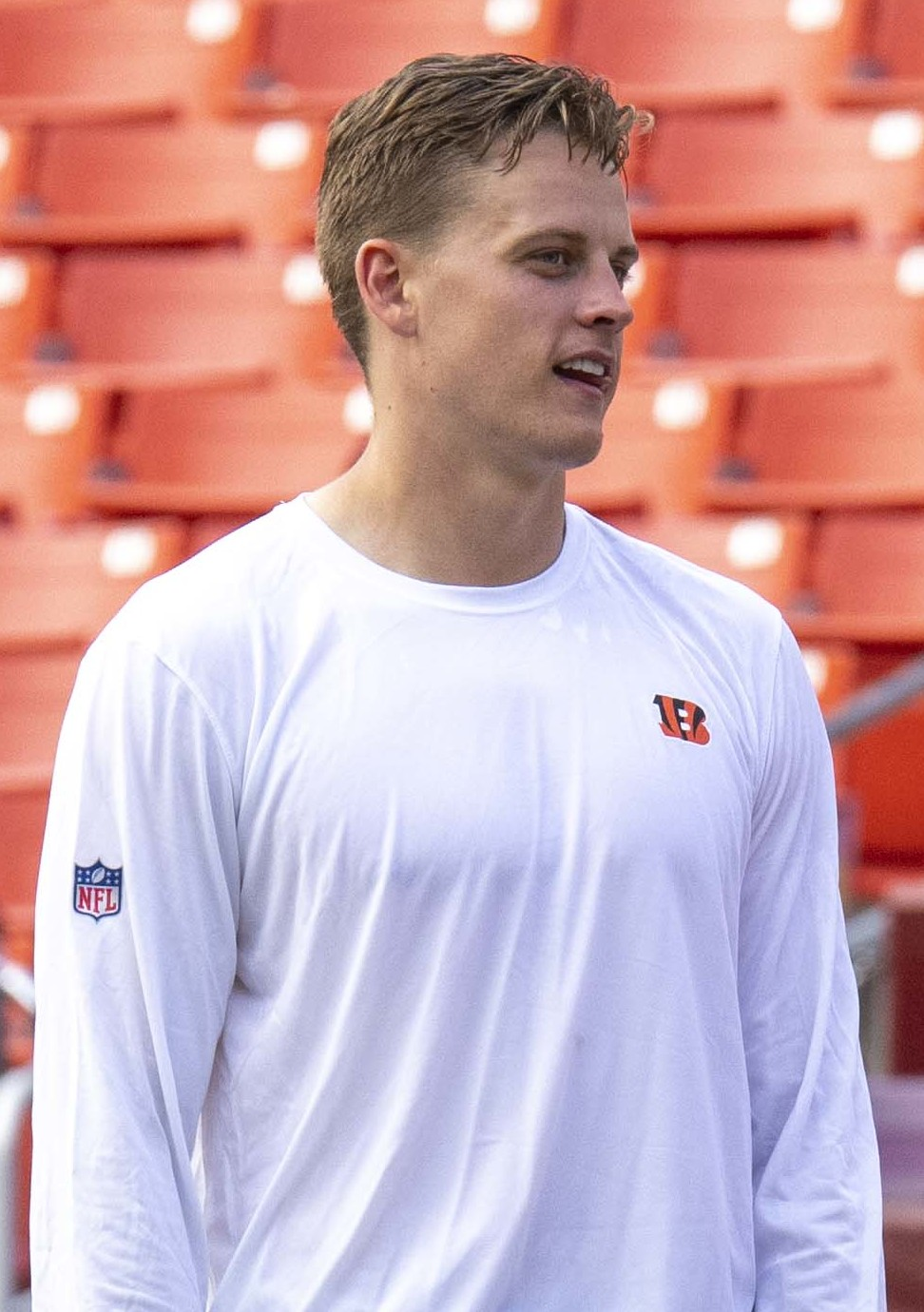
Joe Burrow vincitore per la stagione 2022

Vincitori settimanali
| Settimana | Giocatore           | Squadra              | Note   |
| --------- | ------------------- | -------------------- | ------ |
| 1ª        | Patrick Mahomes (7) | Kansas City Chiefs   |        |
| 2ª        | Tua Tagovailoa      | Miami Dolphins       | [ 39 ] |
| 3ª        | Jalen Hurts         | Philadelphia Eagles  | [ 40 ] |
| 4ª        | Jared Goff (3)      | Detroit Lions        | [ 41 ] |
| 5ª        | Josh Allen (4)      | Buffalo Bills        |        |
| 6ª        | Joe Burrow (6)      | Cincinnati Bengals   | [ 42 ] |
| 7ª        | Joe Burrow (7)      | Cincinnati Bengals   | [ 43 ] |
| 8ª        | Tua Tagovailoa (2)  | Miami Dolphins       | [ 44 ] |
| 9ª        | Tua Tagovailoa (3)  | Miami Dolphins       | [ 45 ] |
| 10ª       | Tua Tagovailoa (4)  | Miami Dolphins       | [ 46 ] |
| 11ª       | Joe Burrow (8)      | Cincinnati Bengals   | [ 47 ] |
| 12ª       | Mike White          | New York Jets        | [ 48 ] |
| 13ª       | Jalen Hurts (2)     | Philadelphia Eagles  |        |
| 14ª       | Jared Goff (4)      | Detroit Lions        | [ 49 ] |
| 15ª       | Kirk Cousins (4)    | Minnesota Vikings    |        |
| 16ª       | Dak Prescott (7)    | Dallas Cowboys       | [ 50 ] |
| 17ª       | Tom Brady (23)      | Tampa Bay Buccaneers | [ 51 ] |
| 18ª       | Josh Allen (5)      | Buffalo Bills        | [ 52 ] |

Vincitore finale 2022
| Giocatore  | Squadra            | Note   |
| ---------- | ------------------ | ------ |
| Joe Burrow | Cincinnati Bengals | [ 53 ] |

## 2021

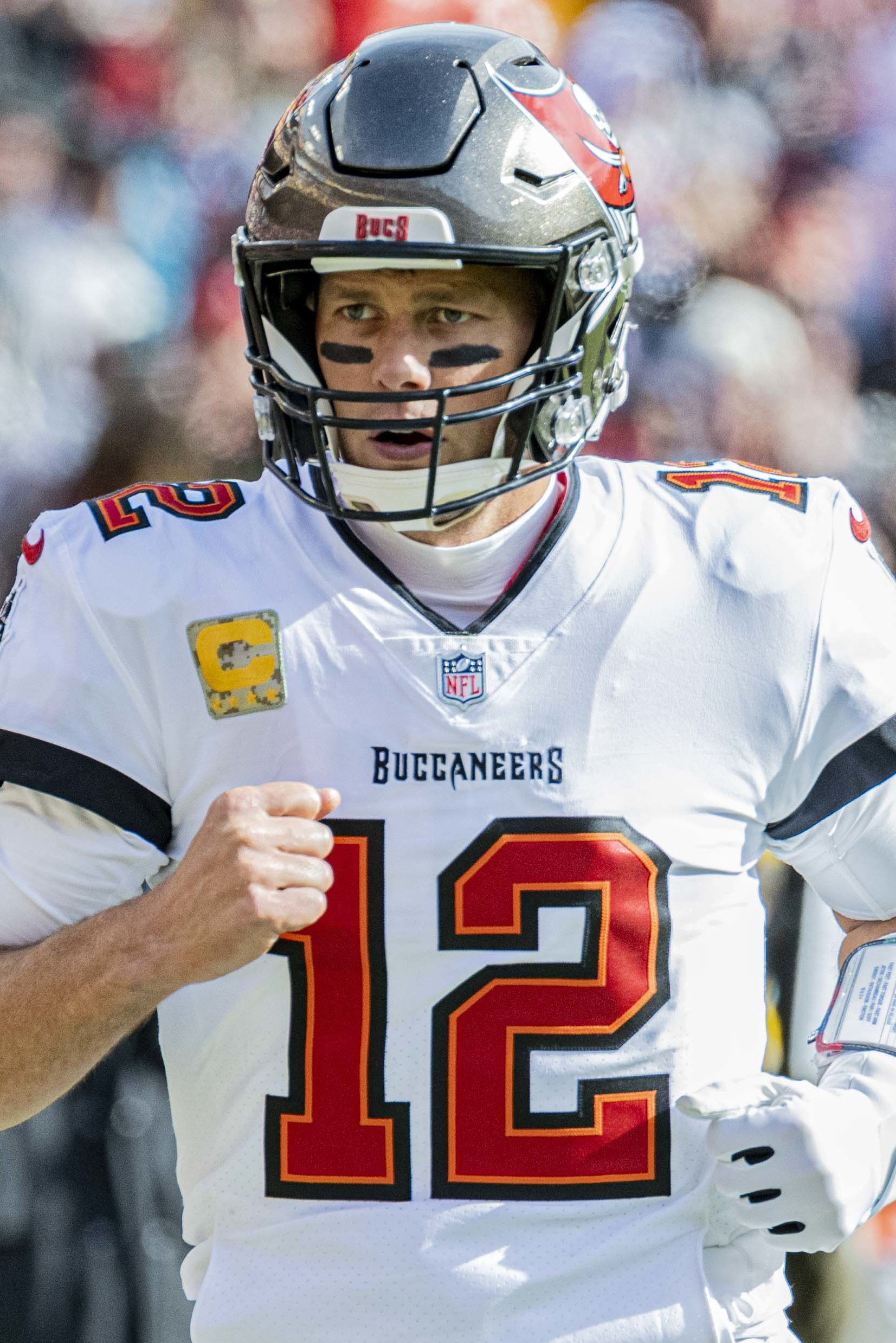
Tom Brady, vincitore nel 2021

Vincitori settimanali
| Settimana | Giocatore          | Squadra              | Note   |
| --------- | ------------------ | -------------------- | ------ |
| 1ª        | Tom Brady (20)     | Tampa Bay Buccaneers | [ 54 ] |
| 2ª        | Tom Brady (21)     | Tampa Bay Buccaneers | [ 55 ] |
| 3ª        | Justin Herbert (2) | Los Angeles Chargers |        |
| 4ª        | Joe Burrow (2)     | Cincinnati Bengals   | [ 56 ] |
| 5ª        | Justin Herbert (3) | Los Angeles Chargers |        |
| 6ª        | Dak Prescott (4)   | Dallas Cowboys       |        |
| 7ª        | Joe Burrow (3)     | Cincinnati Bengals   | [ 57 ] |
| 8ª        | Mike White         | New York Jets        | [ 58 ] |
| 9ª        | Justin Herbert (4) | Los Angeles Chargers |        |
| 10ª       | Dak Prescott (5)   | Dallas Cowboys       |        |
| 11ª       | Justin Herbert (5) | Los Angeles Chargers |        |
| 12ª       | Dak Prescott (6)   | Dallas Cowboys       |        |
| 13ª       | Justin Herbert (6) | Los Angeles Chargers |        |
| 14ª       | Justin Herbert (7) | Los Angeles Chargers |        |
| 15ª       | Jared Goff (2)     | Detroit Lions        |        |
| 16ª       | Joe Burrow (4)     | Cincinnati Bengals   |        |
| 17ª       | Joe Burrow (5)     | Cincinnati Bengals   |        |
| 18ª       | Tom Brady (22)     | Tampa Bay Buccaneers |        |

Vincitore finale 2021
| Giocatore | Squadra              |
| --------- | -------------------- |
| Tom Brady | Tampa Bay Buccaneers |

## 2020

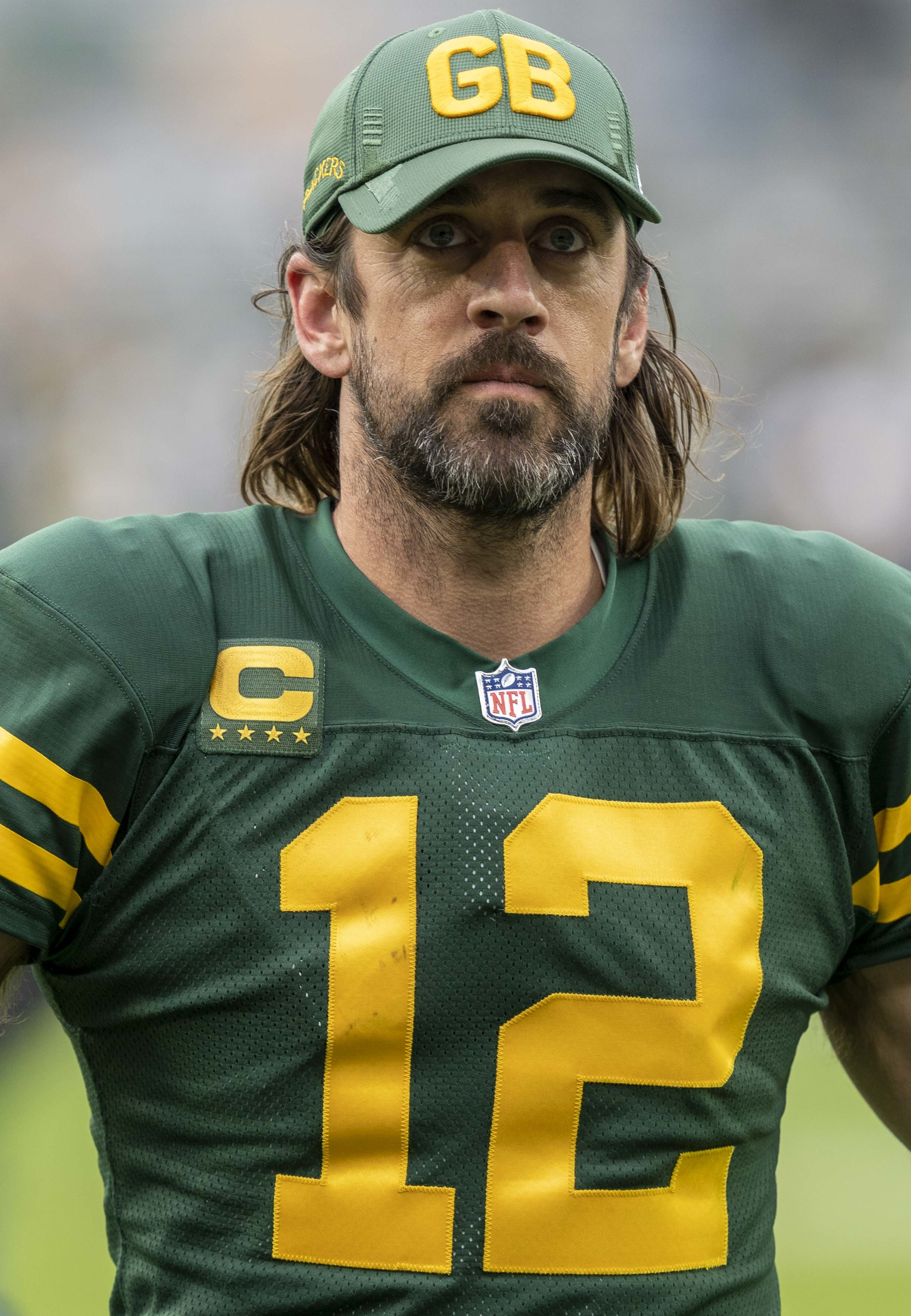
Aaron Rodgers, vincitore nel 2020 per la terza volta.

Vincitori settimanali
| Settimana | Giocatore               | Squadra              | Note   |
| --------- | ----------------------- | -------------------- | ------ |
| 1ª        | Russell Wilson (6)      | Seattle Seahawks     |        |
| 2ª        | Josh Allen              | Buffalo Bills        |        |
| 3ª        | Russell Wilson (7)      | Seattle Seahawks     |        |
| 4ª        | Tom Brady (18)          | Tampa Bay Buccaneers | [ 59 ] |
| 5ª        | Derek Carr (3)          | Las Vegas Raiders    | [ 60 ] |
| 6ª        | Ryan Tannehill (4)      | Tennessee Titans     |        |
| 7ª        | Joe Burrow              | Cincinnati Bengals   | [ 61 ] |
| 8ª        | Patrick Mahomes (6)     | Kansas City Chiefs   |        |
| 9ª        | Josh Allen (2)          | Buffalo Bills        | [ 62 ] |
| 10ª       | Ben Roethlisberger (18) | Pittsburgh Steelers  |        |
| 11ª       | Justin Herbert          | Los Angeles Chargers | [ 63 ] |
| 12ª       | Patrick Mahomes (7)     | Kansas City Chiefs   |        |
| 13ª       | Baker Mayfield          | Cleveland Browns     | [ 64 ] |
| 14ª       | Drew Lock               | Denver Broncos       | [ 65 ] |
| 15ª       | Josh Allen (3)          | Buffalo Bills        | [ 66 ] |
| 16ª       | Brandon Allen           | Cincinnati Bengals   | [ 67 ] |
| 17ª       | Tom Brady (19)          | Tampa Bay Buccaneers | [ 68 ] |

Vincitore finale 2020
| Giocatore         | Squadra           |
| ----------------- | ----------------- |
| Aaron Rodgers (3) | Green Bay Packers |

## 2019

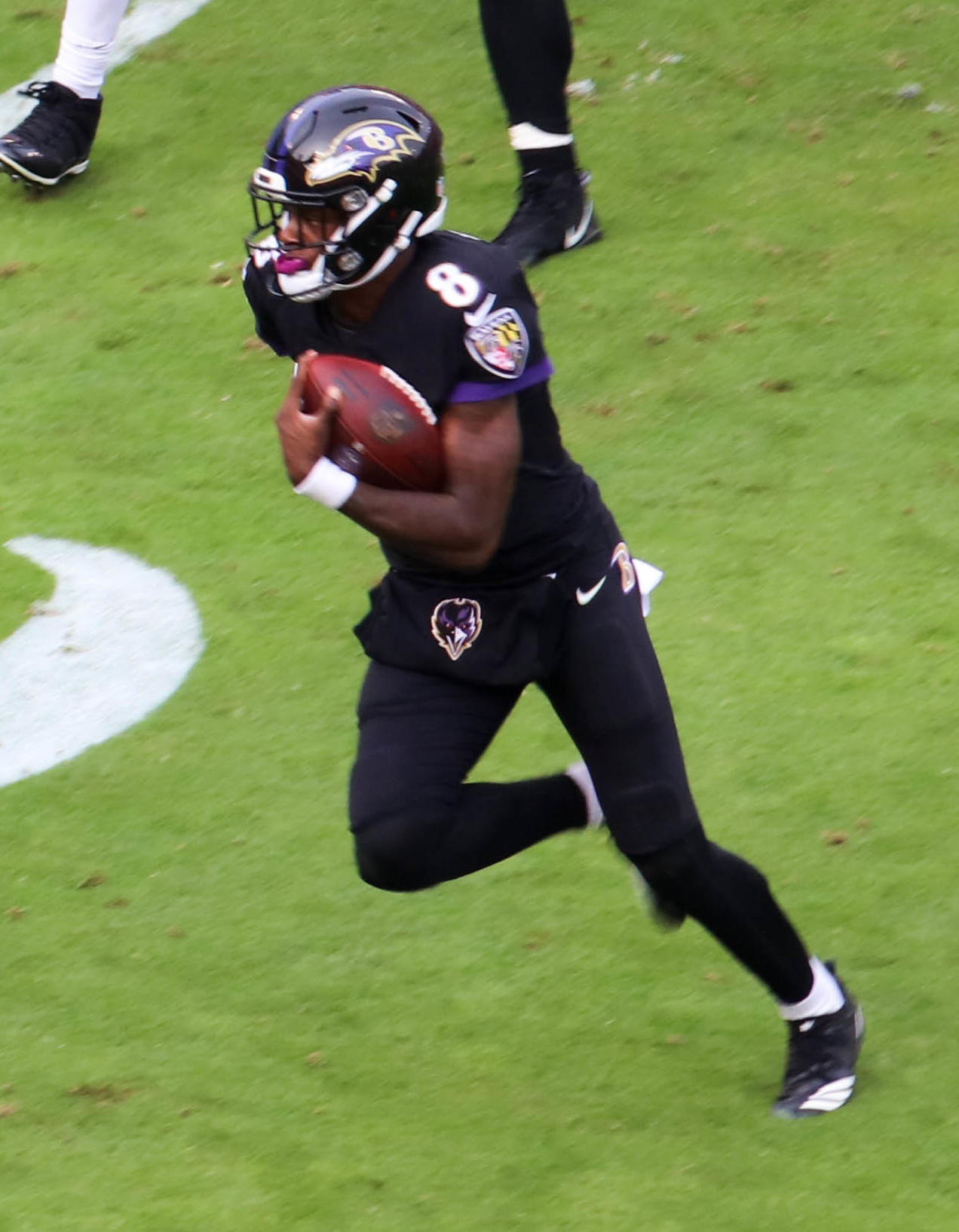
Il vincitore del 2019, Lamar Jackson

Vincitori settimanali
| Settimana | Giocatore             | Squadra              | Note   |
| --------- | --------------------- | -------------------- | ------ |
| 1ª        | Lamar Jackson         | Baltimore Ravens     | [ 69 ] |
| 2ª        | Patrick Mahomes (4)   | Kansas City Chiefs   | [ 70 ] |
| 3ª        | Patrick Mahomes (5)   | Kansas City Chiefs   | [ 71 ] |
| 4ª        | Jameis Winston (3)    | Tampa Bay Buccaneers | [ 72 ] |
| 5ª        | Deshaun Watson (2)    | Houston Texans       | [ 73 ] |
| 6ª        | Kirk Cousins (3)      | Minnesota Vikings    | [ 74 ] |
| 7ª        | Aaron Rodgers (20)    | Green Bay Packers    | [ 75 ] |
| 8ª        | Aaron Rodgers (21)    | Green Bay Packers    | [ 76 ] |
| 9ª        | Russell Wilson (5)    | Seattle Seahawks     | [ 77 ] |
| 10ª       | Lamar Jackson (2)     | Baltimore Ravens     | [ 78 ] |
| 11ª       | Dak Prescott (3)      | Dallas Cowboys       | [ 79 ] |
| 12ª       | Lamar Jackson (3)     | Baltimore Ravens     | [ 80 ] |
| 13ª       | Mitchell Trubisky (3) | Chicago Bears        | [ 81 ] |
| 14ª       | Ryan Tannehill (3)    | Tennessee Titans     | [ 82 ] |
| 15ª       | Drew Brees (33)       | New Orleans Saints   | [ 83 ] |
| 16ª       | Daniel Jones          | New York Giants      | [ 84 ] |
| 17ª       | Ryan Fitzpatrick (3)  | Miami Dolphins       | [ 85 ] |

Vincitore finale 2019
| Giocatore     | Squadra          |
| ------------- | ---------------- |
| Lamar Jackson | Baltimore Ravens |

## 2018

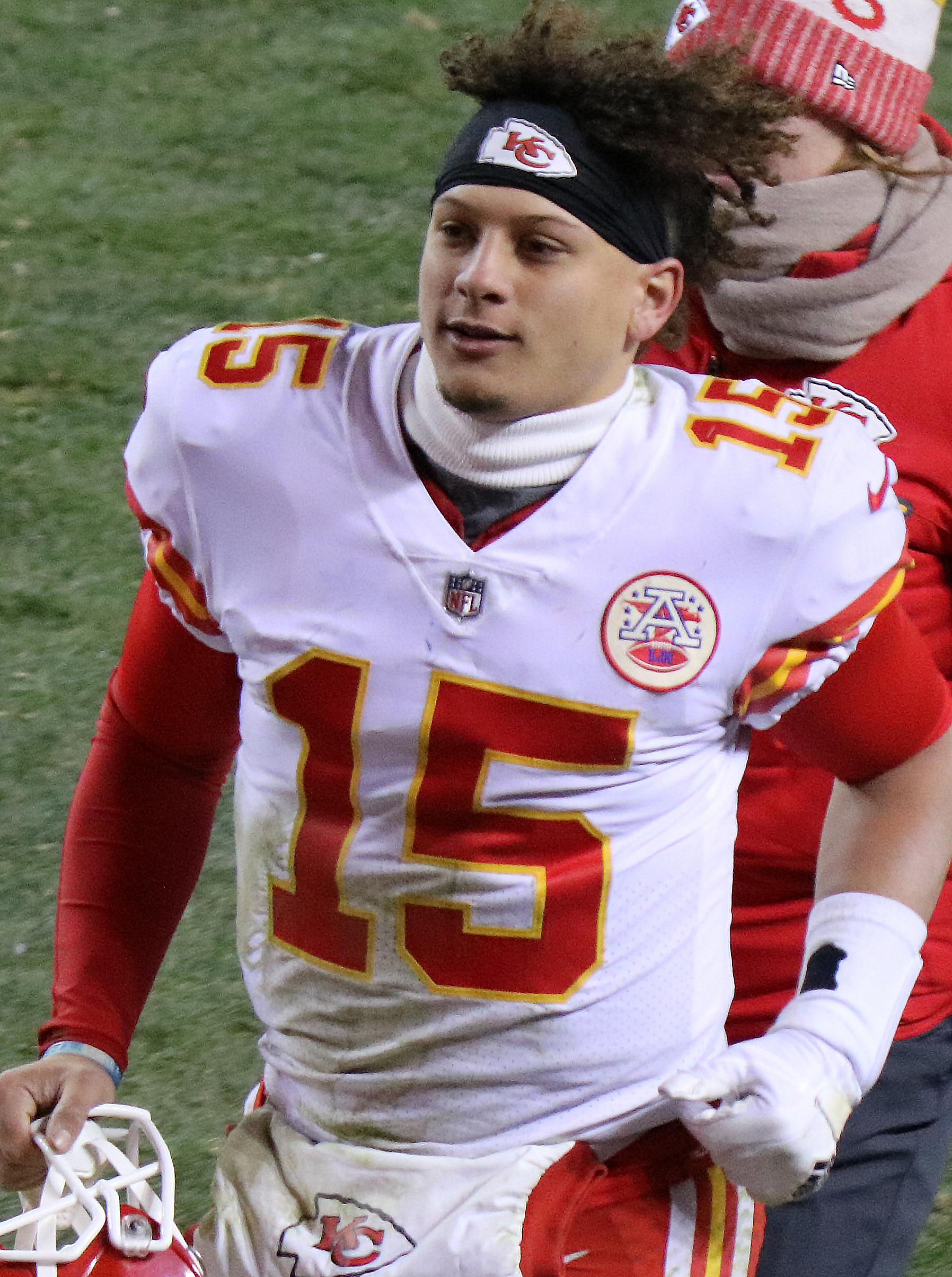
Patrick Mahomes, il vincitore della stagione 2018

Vincitori settimanali
| Settimana | Giocatore             | Squadra              | Note    |
| --------- | --------------------- | -------------------- | ------- |
| 1ª        | Ryan Fitzpatrick (2)  | Tampa Bay Buccaneers | [ 86 ]  |
| 2ª        | Patrick Mahomes       | Kansas City Chiefs   | [ 87 ]  |
| 3ª        | Drew Brees (29)       | New Orleans Saints   | [ 88 ]  |
| 4ª        | Mitchell Trubisky     | Chicago Bears        | [ 89 ]  |
| 5ª        | Drew Brees (30)       | New Orleans Saints   | [ 90 ]  |
| 6ª        | Aaron Rodgers (19)    | Green Bay Packers    | [ 91 ]  |
| 7ª        | Patrick Mahomes (2)   | Kansas City Chiefs   | [ 92 ]  |
| 8ª        | Patrick Mahomes (3)   | Kansas City Chiefs   | [ 93 ]  |
| 9ª        | Drew Brees (31)       | New Orleans Saints   | [ 94 ]  |
| 10ª       | Mitchell Trubisky (2) | Chicago Bears        | [ 95 ]  |
| 11ª       | Drew Brees (32)       | New Orleans Saints   | [ 96 ]  |
| 12ª       | Andrew Luck (2)       | Indianapolis Colts   | [ 97 ]  |
| 13ª       | Philip Rivers (15)    | Los Angeles Chargers | [ 98 ]  |
| 14ª       | Dak Prescott          | Dallas Cowboys       | [ 99 ]  |
| 15ª       | Philip Rivers (16)    | Los Angeles Chargers | [ 100 ] |
| 16ª       | Nick Foles (3)        | Philadelphia Eagles  | [ 101 ] |
| 17ª       | Dak Prescott (2)      | Dallas Cowboys       | [ 102 ] |

Vincitore finale 2018
| Giocatore       | Squadra            |
| --------------- | ------------------ |
| Patrick Mahomes | Kansas City Chiefs |

## 2017

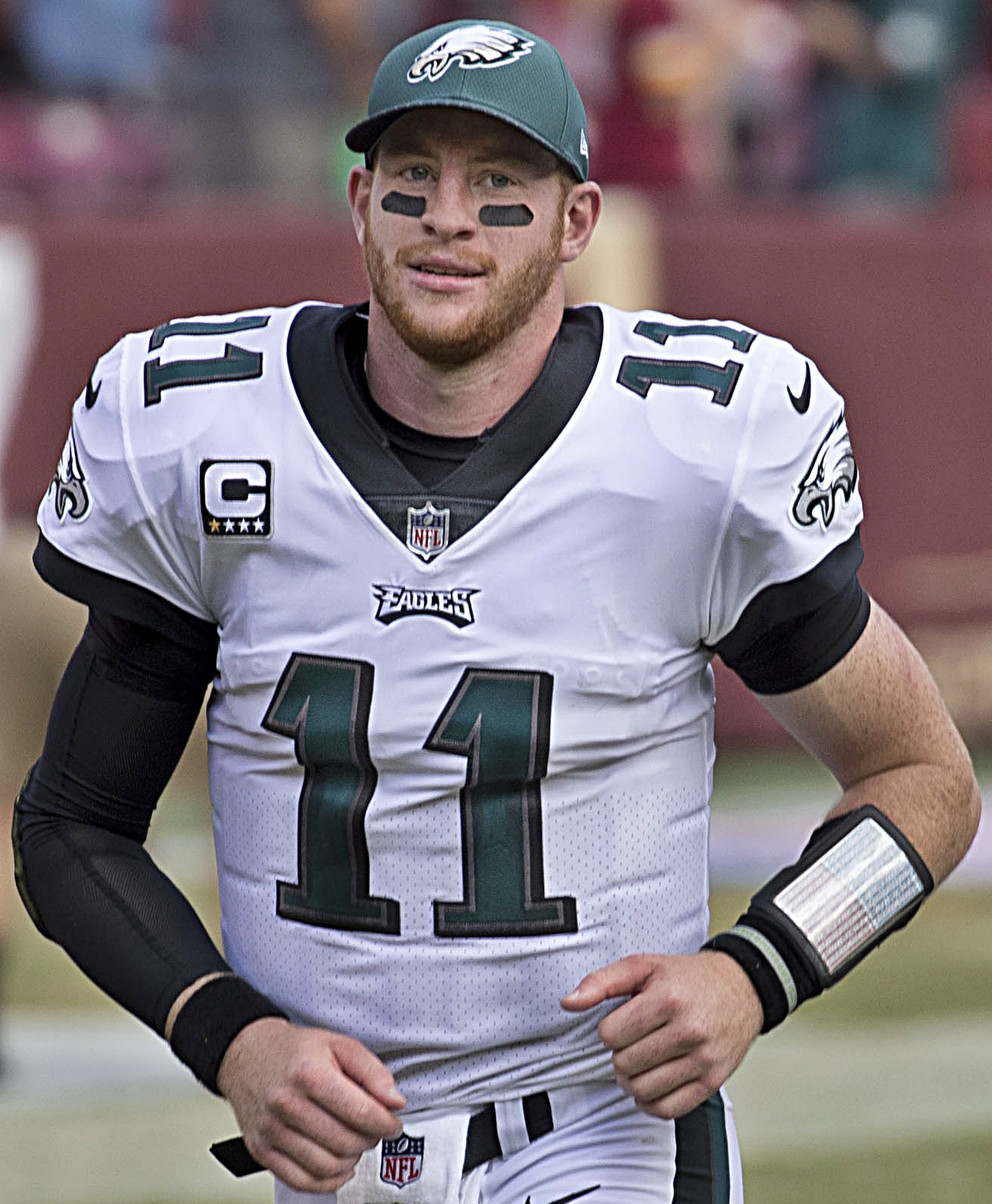
Carson Wentz, vincitore del 2017

Vincitori settimanali
| Settimana | Giocatore               | Squadra              | Note    |
| --------- | ----------------------- | -------------------- | ------- |
| 1ª        | Alex Smith (2)          | Kansas City Chiefs   | [ 103 ] |
| 2ª        | Trevor Siemian (2)      | Denver Broncos       | [ 104 ] |
| 3ª        | Tom Brady (17)          | New England Patriots | [ 105 ] |
| 4ª        | Deshaun Watson          | Houston Texans       | [ 106 ] |
| 5ª        | Carson Wentz            | Philadelphia Eagles  | [ 107 ] |
| 6ª        | Carson Wentz (2)        | Philadelphia Eagles  | [ 108 ] |
| 7ª        | Derek Carr (2)          | Oakland Raiders      | [ 109 ] |
| 8ª        | Russell Wilson (4)      | Seattle Seahawks     | [ 110 ] |
| 9ª        | Jay Cutler (6)          | Miami Dolphins       | [ 111 ] |
| 10ª       | Case Keenum             | Minnesota Vikings    | [ 112 ] |
| 11ª       | Drew Brees (28)         | New Orleans Saints   | [ 113 ] |
| 12ª       | Philip Rivers (13)      | Los Angeles Chargers | [ 114 ] |
| 13ª       | Alex Smith (3)          | Kansas City Chiefs   | [ 109 ] |
| 14ª       | Ben Roethlisberger (15) | Pittsburgh Steelers  | [ 115 ] |
| 15ª       | Jimmy Garoppolo         | San Francisco 49ers  | [ 116 ] |
| 16ª       | Jared Goff              | Los Angeles Rams     | [ 117 ] |
| 17ª       | Philip Rivers (14)      | Los Angeles Chargers | [ 118 ] |

Vincitore finale 2017
| Giocatore    | Squadra             |
| ------------ | ------------------- |
| Carson Wentz | Philadelphia Eagles |

## 2016

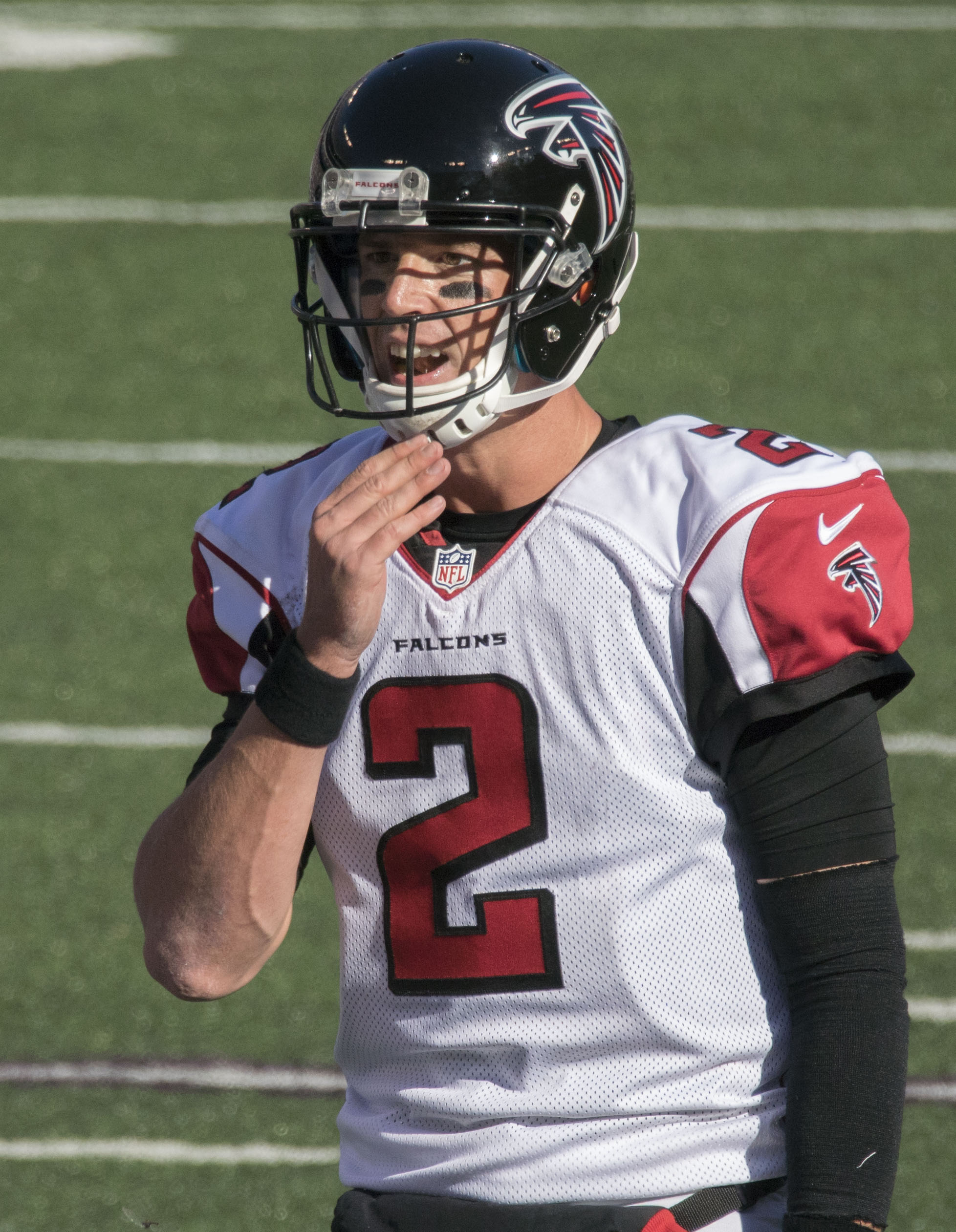
Matt Ryan, vincitore del 2016

Vincitori settimanali
| Settimana | Giocatore               | Squadra              |
| --------- | ----------------------- | -------------------- |
| 1ª        | Jameis Winston (2)      | Tampa Bay Buccaneers |
| 2ª        | Philip Rivers (12)      | San Diego Chargers   |
| 3ª        | Trevor Siemian          | Denver Broncos       |
| 4ª        | Matt Ryan (6)           | Atlanta Falcons      |
| 5ª        | Ben Roethlisberger (14) | Pittsburgh Steelers  |
| 6ª        | Drew Brees (25)         | New Orleans Saints   |
| 7ª        | Aaron Rodgers (16)      | Green Bay Packers    |
| 8ª        | Derek Carr              | Oakland Raiders      |
| 9ª        | Drew Brees (26)         | New Orleans Saints   |
| 10ª       | Marcus Mariota (2)      | Tennessee Titans     |
| 11ª       | Kirk Cousins (2)        | Washington Redskins  |
| 12ª       | Drew Brees (27)         | New Orleans Saints   |
| 13ª       | Joe Flacco (6)          | Baltimore Ravens     |
| 14ª       | Aaron Rodgers (17)      | Green Bay Packers    |
| 15ª       | Matt Ryan (7)           | Atlanta Falcons      |
| 16ª       | Aaron Rodgers (18)      | Green Bay Packers    |
| 17ª       | Matt Ryan (8)           | Atlanta Falcons      |

Vincitore finale 2016
| Giocatore | Squadra         |
| --------- | --------------- |
| Matt Ryan | Atlanta Falcons |

## 2015

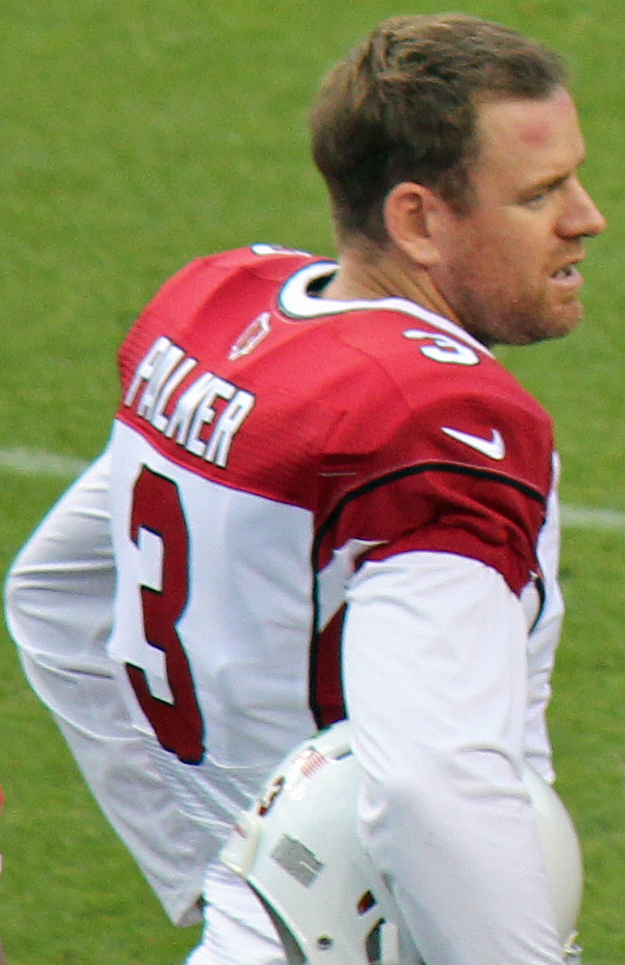
Carson Palmer, vincitore nel 2015 per la seconda volta

Vincitori settimanali
| Settimana | Giocatore               | Squadra              |
| --------- | ----------------------- | -------------------- |
| 1ª        | Philip Rivers (9)       | San Diego Chargers   |
| 2ª        | Tom Brady (14)          | New England Patriots |
| 3ª        | Aaron Rodgers (15)      | Green Bay Packers    |
| 4ª        | Philip Rivers (10)      | San Diego Chargers   |
| 5ª        | Eli Manning (3)         | New York Giants      |
| 6ª        | Philip Rivers (11)      | San Diego Chargers   |
| 7ª        | Ryan Tannehill          | Miami Dolphins       |
| 8ª        | Drew Brees (23)         | New Orleans Saints   |
| 9ª        | Marcus Mariota          | Tennessee Titans     |
| 10ª       | Ben Roethlisberger (11) | Pittsburgh Steelers  |
| 11ª       | Jameis Winston          | Tampa Bay Buccaneers |
| 12ª       | Russell Wilson (2)      | Seattle Seahawks     |
| 13ª       | Ben Roethlisberger (12) | Pittsburgh Steelers  |
| 14ª       | Russell Wilson (3)      | Seattle Seahawks     |
| 15ª       | Ben Roethlisberger (13) | Pittsburgh Steelers  |
| 16ª       | Drew Brees (24)         | New Orleans Saints   |
| 17ª       | Ryan Tannehill (2)      | Miami Dolphins       |

Vincitore finale 2015
| Giocatore         | Squadra           |
| ----------------- | ----------------- |
| Carson Palmer (2) | Arizona Cardinals |

## 2014

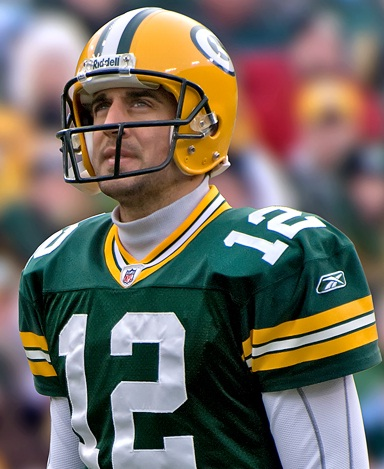
Aaron Rodgers, vincitore nel 2014 per la seconda volta.

Vincitori settimanali
| Settimana | Giocatore               | Squadra             |
| --------- | ----------------------- | ------------------- |
| 1ª        | Matt Ryan (5)           | Atlanta Falcons     |
| 2ª        | Philip Rivers (5)       | San Diego Chargers  |
| 3ª        | Kirk Cousins            | Washington Redskins |
| 4ª        | Philip Rivers (6)       | San Diego Chargers  |
| 5ª        | Peyton Manning (13)     | Denver Broncos      |
| 6ª        | Joe Flacco (6)          | Baltimore Ravens    |
| 7ª        | Peyton Manning (14)     | Denver Broncos      |
| 8ª        | Ben Roethlisberger (7)  | Pittsburgh Steelers |
| 9ª        | Ben Roethlisberger (8)  | Pittsburgh Steelers |
| 10ª       | Aaron Rodgers (13)      | Green Bay Packers   |
| 11ª       | Aaron Rodgers (14)      | Green Bay Packers   |
| 12ª       | Tony Romo (5)           | Dallas Cowboys      |
| 13ª       | Ryan Fitzpatrick        | Houston Texans      |
| 14ª       | Ben Roethlisberger (9)  | Pittsburgh Steelers |
| 15ª       | Ben Roethlisberger (10) | Pittsburgh Steelers |
| 16ª       | Philip Rivers (7)       | San Diego Chargers  |
| 17ª       | Joe Flacco (7)          | Baltimore Ravens    |

Vincitore finale 2014
| Giocatore         | Squadra           |
| ----------------- | ----------------- |
| Aaron Rodgers (2) | Green Bay Packers |

## 2013

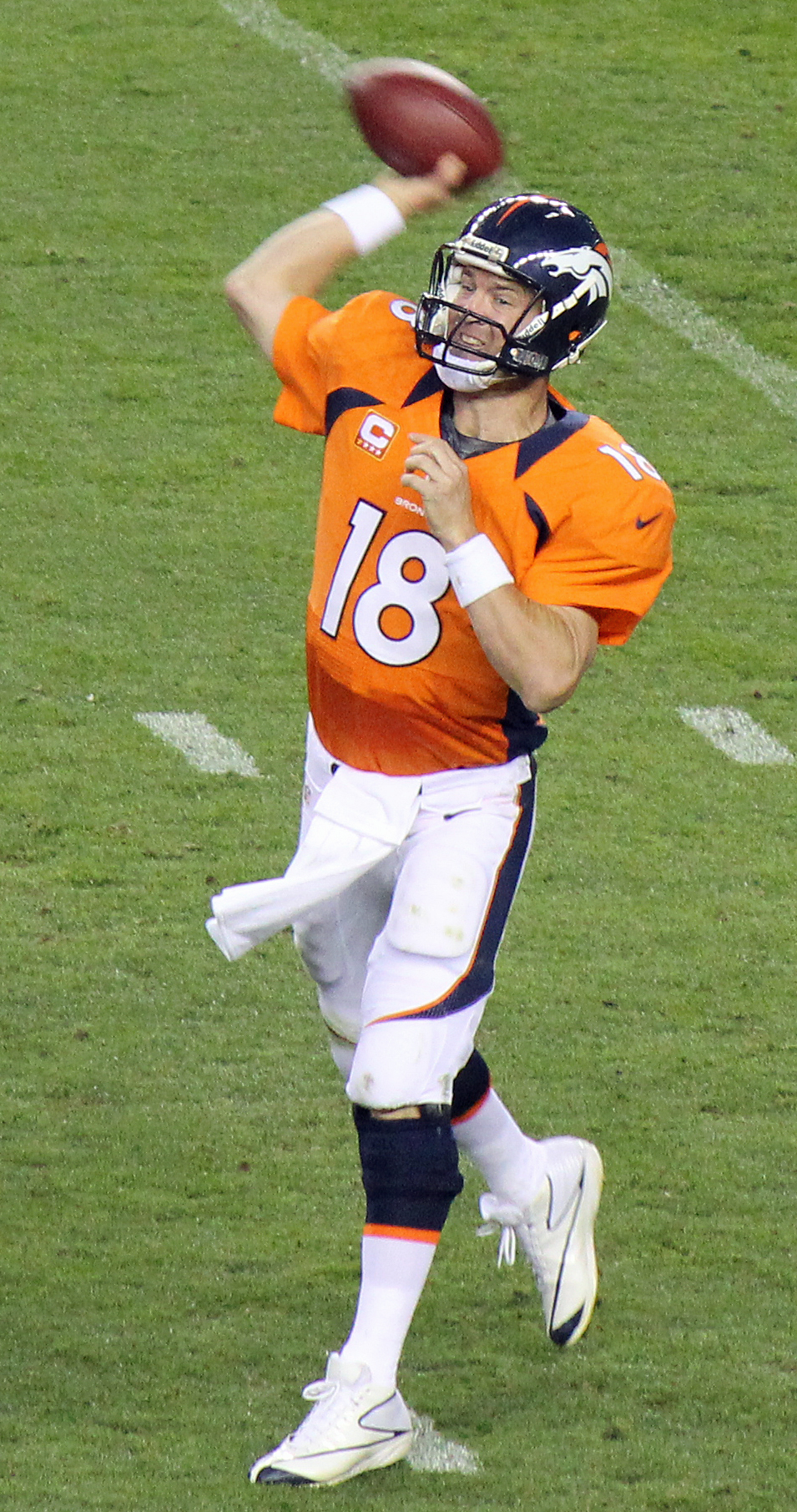
Peyton Manning nel 2013 vinse per il secondo anno consecutivo.

Vincitori settimanali
| Settimana | Giocatore              | Squadra             |
| --------- | ---------------------- | ------------------- |
| 1ª        | Peyton Manning (9)     | Denver Broncos      |
| 2ª        | Aaron Rodgers (12)     | Green Bay Packers   |
| 3ª        | Peyton Manning (10)    | Denver Broncos      |
| 4ª        | Drew Brees (18)        | New Orleans Saints  |
| 5ª        | Tony Romo (4)          | Dallas Cowboys      |
| 6ª        | Nick Foles             | Philadelphia Eagles |
| 7ª        | Matt Ryan (4)          | Atlanta Falcons     |
| 8ª        | Drew Brees (19)        | New Orleans Saints  |
| 9ª        | Nick Foles (2)         | Philadelphia Eagles |
| 10ª       | Drew Brees (20)        | New Orleans Saints  |
| 11ª       | Ben Roethlisberger (6) | Pittsburgh Steelers |
| 12ª       | Philip Rivers (4)      | San Diego Chargers  |
| 13ª       | Peyton Manning (11)    | Denver Broncos      |
| 14ª       | Drew Brees (21)        | New Orleans Saints  |
| 15ª       | Matt Cassel (3)        | Minnesota Vikings   |
| 16ª       | Peyton Manning (12)    | Denver Broncos      |
| 17ª       | Drew Brees (22)        | New Orleans Saints  |

Vincitore finale 2013
| Giocatore          | Squadra        |
| ------------------ | -------------- |
| Peyton Manning (4) | Denver Broncos |

## 2012

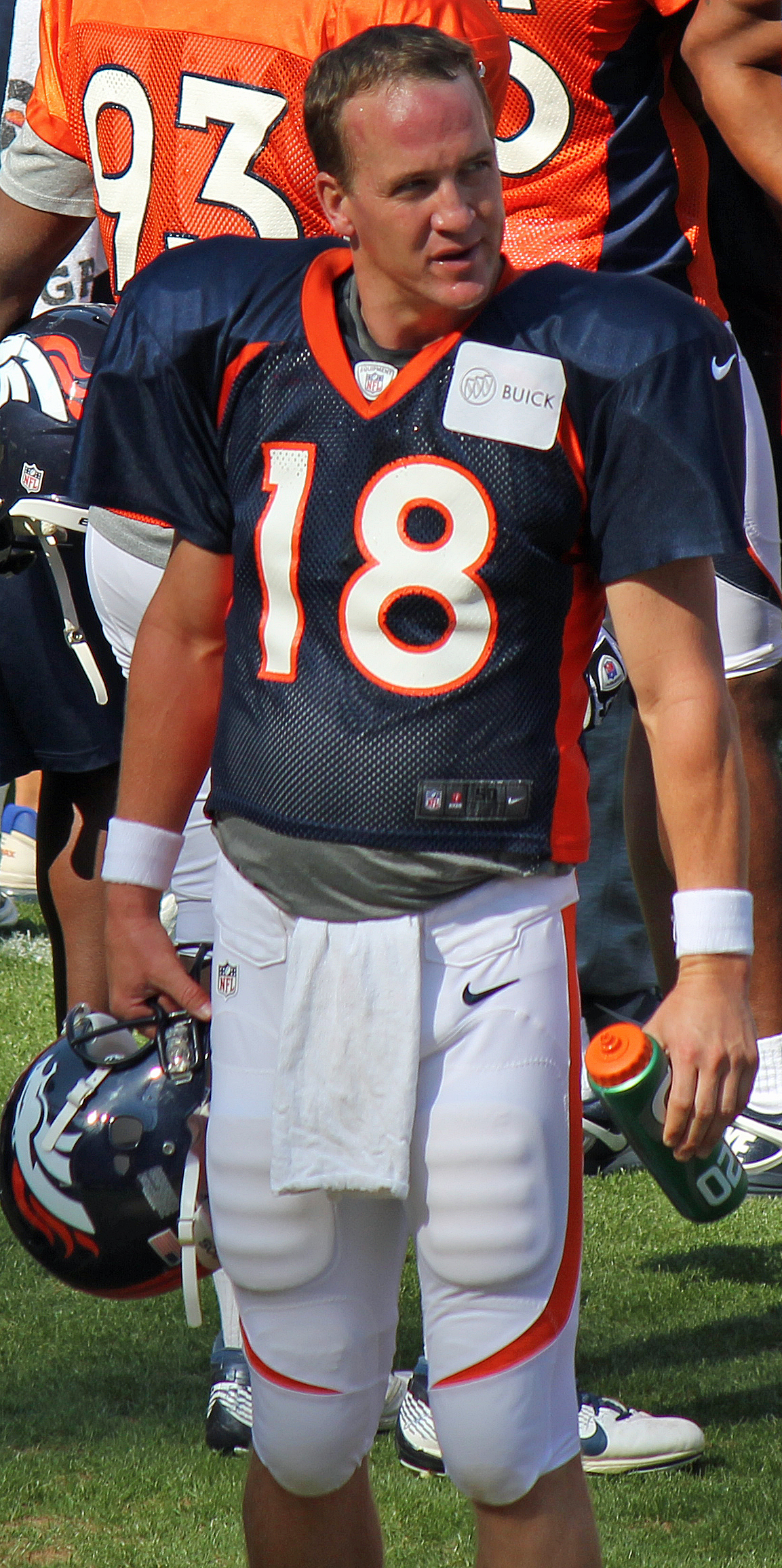
Peyton Manning, vincitore del 2012

Vincitori settimanali
| Settimana | Giocatore              | Squadra              |
| --------- | ---------------------- | -------------------- |
| 1ª        | Robert Griffin III     | Washington Redskins  |
| 2ª        | Eli Manning (2)        | New York Giants      |
| 3ª        | Joe Flacco (2)         | Baltimore Ravens     |
| 4ª        | Tom Brady (11)         | New England Patriots |
| 5ª        | Alex Smith             | San Francisco 49ers  |
| 6ª        | Aaron Rodgers (10)     | Green Bay Packers    |
| 7ª        | Drew Brees (17)        | New Orleans Saints   |
| 8ª        | Tom Brady (12)         | New England Patriots |
| 9ª        | Andrew Luck            | Indianapolis Colts   |
| 10ª       | Joe Flacco (3)         | Baltimore Ravens     |
| 11ª       | Matt Schaub            | Houston Texans       |
| 12ª       | Robert Griffin III (2) | Washington Redskins  |
| 13ª       | Russell Wilson         | Seattle Seahawks     |
| 14ª       | Tom Brady (13)         | New England Patriots |
| 15ª       | Matt Ryan (3)          | Atlanta Falcons      |
| 16ª       | Aaron Rodgers (11)     | Green Bay Packers    |
| 17ª       | Peyton Manning (8)     | Denver Broncos       |

Vincitore finale 2012
| Giocatore          | Squadra        |
| ------------------ | -------------- |
| Peyton Manning (3) | Denver Broncos |

## 2011

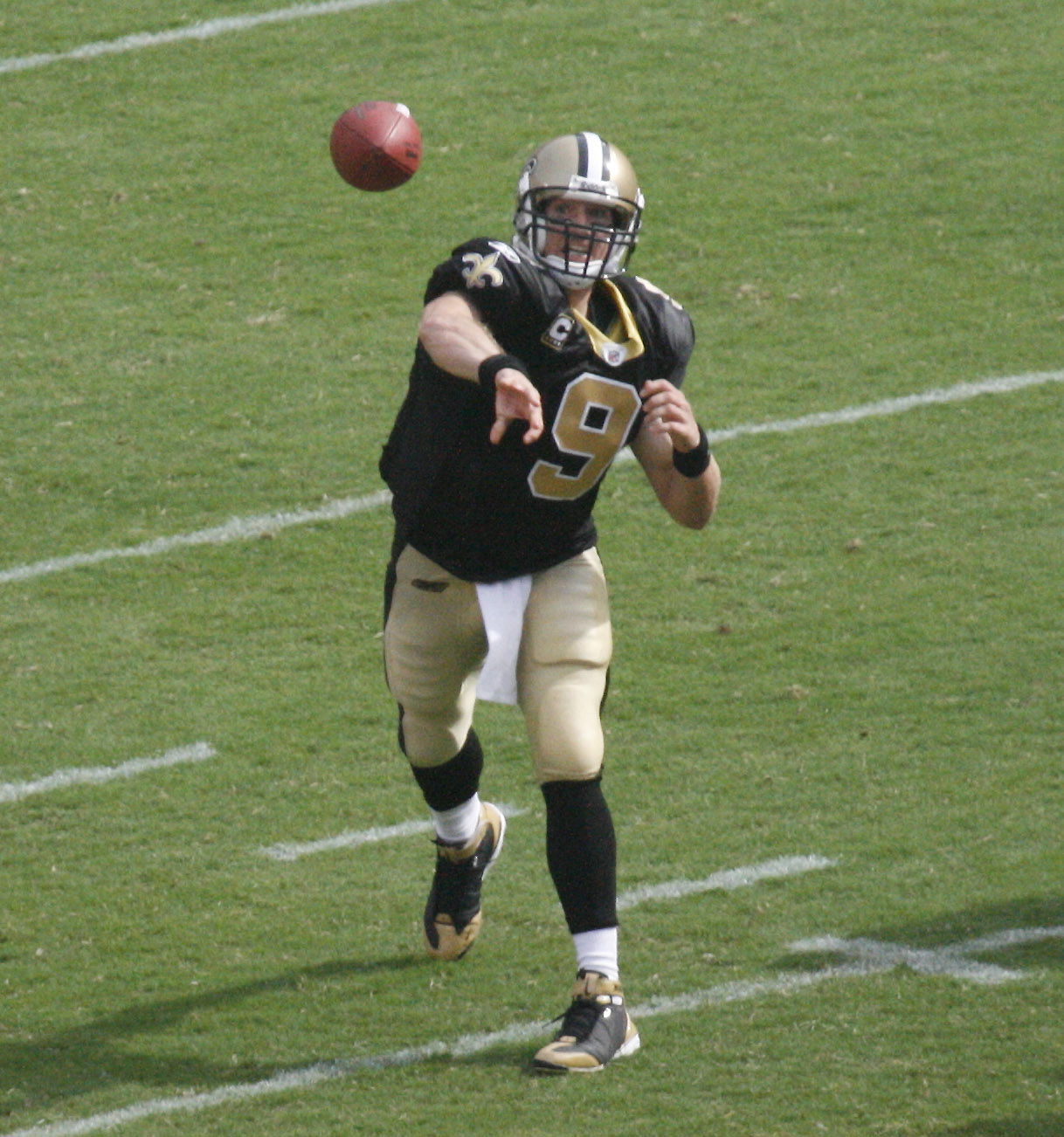
Drew Brees, vincitore nel 2011 per la quarta volta.

Vincitori settimanali
| Settimana | Giocatore              | Squadra              |
| --------- | ---------------------- | -------------------- |
| 1ª        | Tom Brady (10)         | New England Patriots |
| 2ª        | Matthew Stafford (1)   | Detroit Lions        |
| 3ª        | Joe Flacco (1)         | Baltimore Ravens     |
| 4ª        | Aaron Rodgers (4)      | Green Bay Packers    |
| 5ª        | Aaron Rodgers (5)      | Green Bay Packers    |
| 6ª        | Aaron Rodgers (6)      | Green Bay Packers    |
| 7ª        | Aaron Rodgers (7)      | Green Bay Packers    |
| 8ª        | Ben Roethlisberger (5) | Pittsburgh Steelers  |
| 9ª        | Aaron Rodgers (8)      | Green Bay Packers    |
| 10ª       | Tony Romo (3)          | Dallas Cowboys       |
| 11ª       | Matthew Stafford (2)   | Detroit Lions        |
| 12ª       | Drew Brees (14)        | New Orleans Saints   |
| 13ª       | Aaron Rodgers (9)      | Green Bay Packers    |
| 14ª       | Matt Ryan (2)          | Atlanta Falcons      |
| 15ª       | Drew Brees (15)        | New Orleans Saints   |
| 16ª       | Drew Brees (16)        | New Orleans Saints   |
| 17ª       | Matt Flynn             | Green Bay Packers    |

Vincitore finale 2011
| Giocatore      | Squadra            |
| -------------- | ------------------ |
| Drew Brees (4) | New Orleans Saints |

## 2010

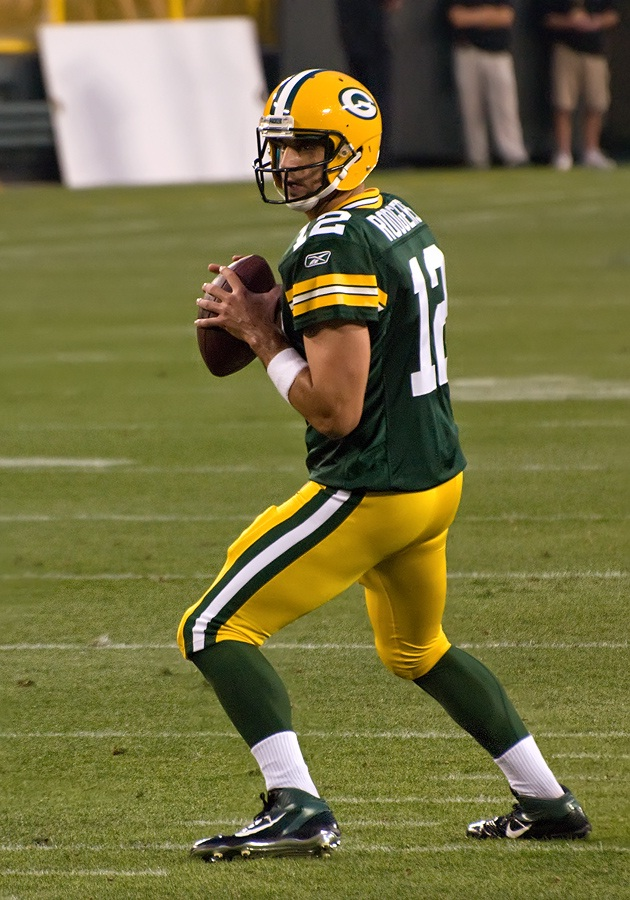
Aaron Rodgers, vincitore nel 2010.

Vincitori settimanali
| Settimana | Giocatore          | Squadra              |
| --------- | ------------------ | -------------------- |
| 1ª        | Jay Cutler (5)     | Chicago Bears        |
| 2ª        | Matt Schaub (1)    | Houston Texans       |
| 3ª        | Michael Vick (2)   | Philadelphia Eagles  |
| 4ª        | Kyle Orton (1)     | Denver Broncos       |
| 5ª        | Shaun Hill (1)     | Detroit Lions        |
| 6ª        | Kevin Kolb (1)     | Philadelphia Eagles  |
| 7ª        | Matt Ryan (1)      | Atlanta Falcons      |
| 8ª        | Jason Campbell (1) | Oakland Raiders      |
| 9ª        | Brett Favre (20)   | Minnesota Vikings    |
| 10ª       | Michael Vick (3)   | Philadelphia Eagles  |
| 11ª       | Aaron Rodgers (2)  | Green Bay Packers    |
| 12ª       | Matt Cassel (1)    | Kansas City Chiefs   |
| 13ª       | Aaron Rodgers (3)  | Green Bay Packers    |
| 14ª       | Tom Brady (9)      | New England Patriots |
| 15ª       | Michael Vick (4)   | Philadelphia Eagles  |
| 16ª       | Josh Freeman (1)   | Tampa Bay Buccaneers |
| 17ª       | Josh Freeman (2)   | Tampa Bay Buccaneers |

Vincitore finale 2010
| Giocatore         | Squadra           |
| ----------------- | ----------------- |
| Aaron Rodgers (1) | Green Bay Packers |

## 2009

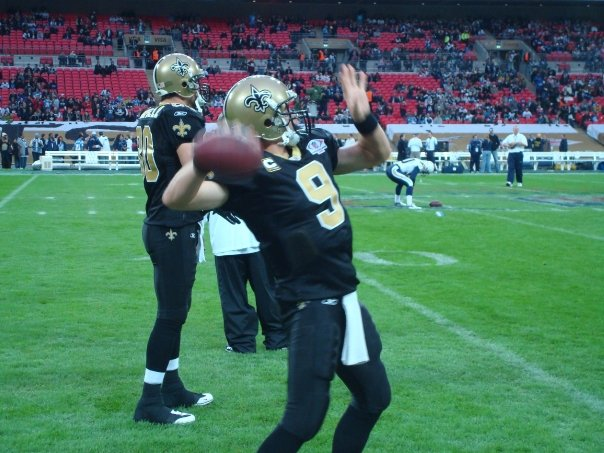
Drew Brees, vincitore nel 2009 per la terza volta.

Vincitori settimanali
| Settimana | Giocatore              | Squadra             |
| --------- | ---------------------- | ------------------- |
| 1ª        | Drew Brees (9)         | New Orleans Saints  |
| 2ª        | Drew Brees (10)        | New Orleans Saints  |
| 3ª        | Payton Manning (6)     | Indianapolis Colts  |
| 4ª        | Brett Favre (15)       | Minnesota Vikings   |
| 5ª        | Payton Manning (7)     | Indianapolis Colts  |
| 6ª        | Drew Brees (11)        | New Orleans Saints  |
| 7ª        | Carson Palmer (9)      | Cincinnati Bengals  |
| 8ª        | Brett Favre (16)       | Minnesota Vikings   |
| 9ª        | Kurt Warner (3)        | Arizona Cardinals   |
| 10ª       | Brett Favre (17)       | Minnesota Vikings   |
| 11ª       | Brett Favre (18)       | Minnesota Vikings   |
| 12ª       | Drew Brees (12)        | New Orleans Saints  |
| 13ª       | Kurt Warner (4)        | Arizona Cardinals   |
| 14ª       | Drew Brees (13)        | New Orleans Saints  |
| 15ª       | Ben Roethlisberger (4) | Pittsburgh Steelers |
| 16ª       | Jay Cutler (4)         | Chicago Bears       |
| 17ª       | Brett Favre (19)       | Minnesota Vikings   |

Vincitore finale 2009
| Giocatore      | Squadra            |
| -------------- | ------------------ |
| Drew Brees (3) | New Orleans Saints |

## 2008
Vincitori settimanali
| Settimana | Giocatore              | Squadra             |
| --------- | ---------------------- | ------------------- |
| 1ª        | Donovan McNabb (7)     | Philadelphia Eagles |
| 2ª        | Aaron Rodgers (1)      | Green Bay Packers   |
| 3ª        | Philip Rivers (3)      | San Diego Chargers  |
| 4ª        | Brett Favre (14)       | New York Jets       |
| 5ª        | Ben Roethlisberger (3) | Pittsburgh Steelers |
| 6ª        | Philip Rivers (4)      | San Diego Chargers  |
| 7ª        | Trent Edwards (1)      | Buffalo Bills       |
| 8ª        | Drew Brees (7)         | New Orleans Saints  |
| 9ª        | Kurt Warner (1)        | Arizona Cardinals   |
| 10ª       | Jay Cutler (1)         | Denver Broncos      |
| 11ª       | Kurt Warner (2)        | Arizona Cardinals   |
| 12ª       | Drew Brees (8)         | New Orleans Saints  |
| 13ª       | Jay Cutler (2)         | Denver Broncos      |
| 14ª       | Jay Cutler (3)         | Denver Broncos      |
| 15ª       | Tarvaris Jackson (1)   | Minnesota Vikings   |
| 16ª       | Peyton Manning (5)     | Indianapolis Colts  |
| 17ª       | Chad Pennington (1)    | Miami Dolphins      |

Vincitore finale 2008
| Giocatore      | Squadra            |
| -------------- | ------------------ |
| Drew Brees (2) | New Orleans Saints |

## 2007

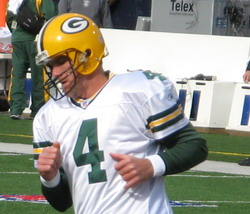
Brett Favre, vincitore nel 2007.

Vincitori settimanali
| Settimana | Giocatore              | Squadra              |
| --------- | ---------------------- | -------------------- |
| 1ª        | Tony Romo (1)          | Dallas Cowboys       |
| 2ª        | Derek Anderson (1)     | Cleveland Browns     |
| 3ª        | Brett Favre (9)        | Green Bay Packers    |
| 4ª        | Brett Favre (10)       | Green Bay Packers    |
| 5ª        | Philip Rivers (2)      | San Diego Chargers   |
| 6ª        | Tom Brady (5)          | New England Patriots |
| 7ª        | Tom Brady (6)          | New England Patriots |
| 8ª        | Brett Favre (11)       | Green Bay Packers    |
| 9ª        | Ben Roethlisberger (1) | Pittsburgh Steelers  |
| 10ª       | Brett Favre (12)       | Green Bay Packers    |
| 11ª       | Tom Brady (7)          | New England Patriots |
| 12ª       | Brett Favre (13)       | Green Bay Packers    |
| 13ª       | Tony Romo (2)          | Dallas Cowboys       |
| 14ª       | Matt Hasselbeck (4)    | Seattle Seahawks     |
| 15ª       | David Garrard (1)      | Jacksonville Jaguars |
| 16ª       | Ben Roethlisberger (2) | Pittsburgh Steelers  |
| 17ª       | Tom Brady (8)          | New England Patriots |

Vincitore finale 2007
| Giocatore       | Squadra           |
| --------------- | ----------------- |
| Brett Favre (1) | Green Bay Packers |

## 2006
Vincitori settimanali
| Settimana | Giocatore          | Squadra              |
| --------- | ------------------ | -------------------- |
| 1ª        | Donovan McNabb (5) | Philadelphia Eagles  |
| 2ª        | Rex Grossman (1)   | Chicago Bears        |
| 3ª        | Brett Favre (6)    | Green Bay Packers    |
| 4ª        | Rex Grossman (2)   | Chicago Bears        |
| 5ª        | Donovan McNabb (6) | Philadelphia Eagles  |
| 6ª        | Philip Rivers (1)  | San Diego Chargers   |
| 7ª        | Michael Vick (1)   | Atlanta Falcons      |
| 8ª        | Tom Brady (4)      | New England Patriots |
| 9ª        | Drew Brees (4)     | New Orleans Saints   |
| 10ª       | Brett Favre (7)    | Green Bay Packers    |
| 11ª       | Carson Palmer (7)  | Cincinnati Bengals   |
| 12ª       | Drew Brees (5)     | New Orleans Saints   |
| 13ª       | Carson Palmer (8)  | Cincinnati Bengals   |
| 14ª       | Drew Brees (6)     | New Orleans Saints   |
| 15ª       | Rex Grossman (3)   | Chicago Bears        |
| 16ª       | Jeff Garcia (2)    | Philadelphia Eagles  |
| 17ª       | Brett Favre (8)    | Green Bay Packers    |

Vincitore finale 2006
| Giocatore      | Squadra            |
| -------------- | ------------------ |
| Drew Brees (1) | New Orleans Saints |

## 2005

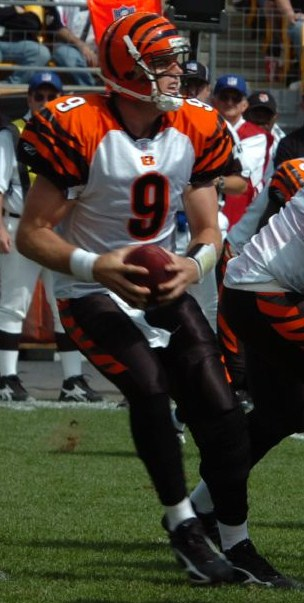
Carson Palmer, vincitore nel 2005.

Vincitori settimanali
| Settimana | Giocatore           | Squadra              |
| --------- | ------------------- | -------------------- |
| 1ª        | Drew Bledsoe (2)    | Dallas Cowboys       |
| 2ª        | Carson Palmer (2)   | Cincinnati Bengals   |
| 3ª        | Donovan McNabb (4)  | Philadelphia Eagles  |
| 4ª        | Eli Manning (1)     | New York Giants      |
| 5ª        | Brett Favre (4)     | Green Bay Packers    |
| 6ª        | Carson Palmer (3)   | Cincinnati Bengals   |
| 7ª        | Brett Favre (5)     | Green Bay Packers    |
| 8ª        | Jake Plummer (1)    | Denver Broncos       |
| 9ª        | Carson Palmer (4)   | Cincinnati Bengals   |
| 10ª       | Chris Simms (1)     | Tampa Bay Buccaneers |
| 11ª       | Drew Brees (3)      | New Orleans Saints   |
| 12ª       | Carson Palmer (5)   | Cincinnati Bengals   |
| 13ª       | Carson Palmer (6)   | Cincinnati Bengals   |
| 14ª       | Drew Bledsoe (3)    | Dallas Cowboys       |
| 15ª       | Matt Hasselbeck (3) | Seattle Seahawks     |
| 16ª       | Kyle Boller (1)     | Baltimore Ravens     |
| 17ª       | Trent Green (1)     | Kansas City Chiefs   |

Vincitore finale 2005
| Giocatore         | Squadra            |
| ----------------- | ------------------ |
| Carson Palmer (1) | Cincinnati Bengals |

## 2004

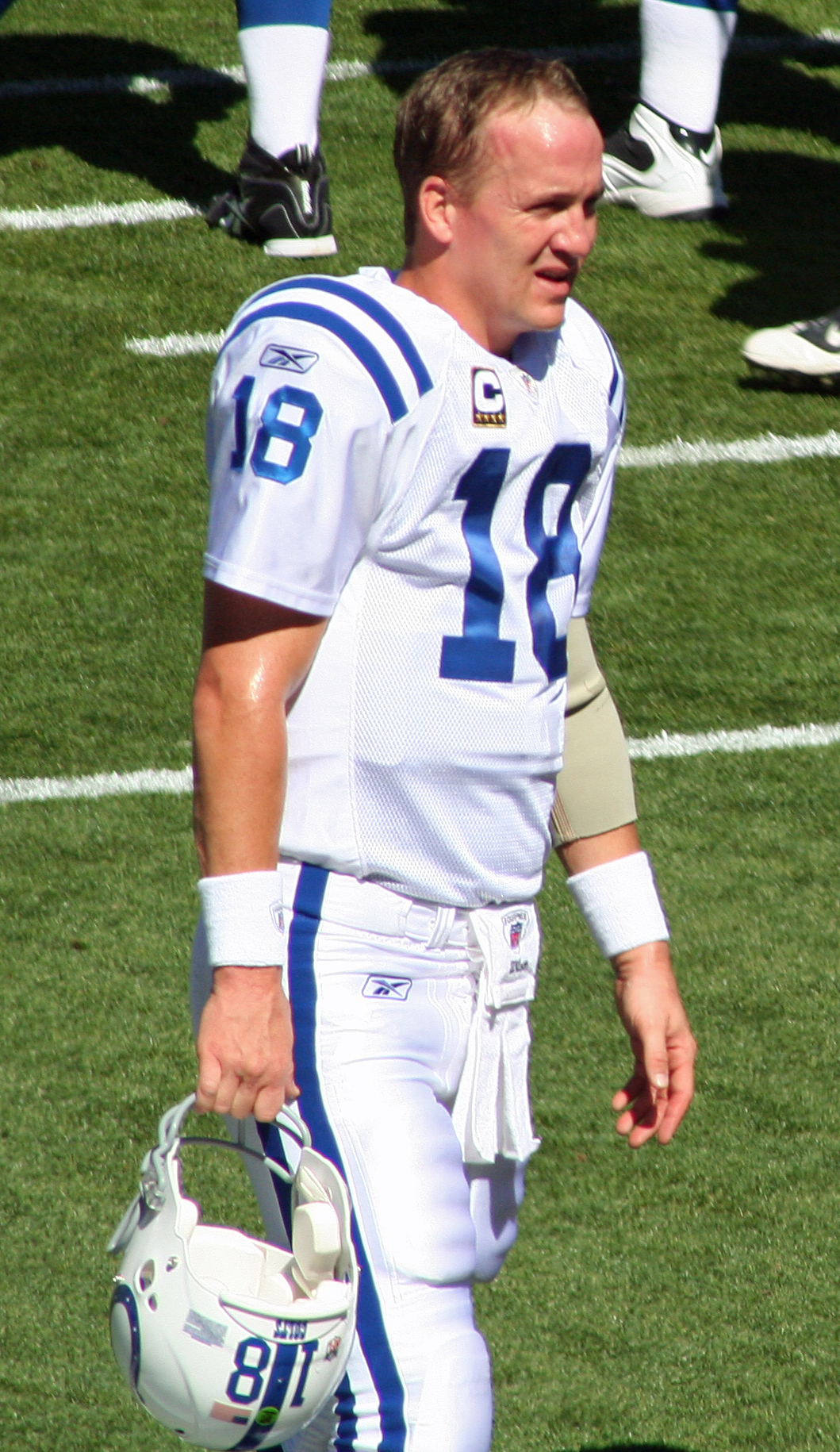
Peyton Manning, vincitore nel 2004 per il secondo anno consecutivo.

Vincitori settimanali
| Settimana | Giocatore            | Squadra              |
| --------- | -------------------- | -------------------- |
| 1ª        | Donovan McNabb (1)   | Philadelphia Eagles  |
| 2ª        | Aaron Brooks (3)     | New Orleans Saints   |
| 3ª        | Payton Manning (3)   | Indianapolis Colts   |
| 4ª        | Byron Leftwich (1)   | Jacksonville Jaguars |
| 5ª        | Daunte Culpepper (1) | Minnesota Vikings    |
| 6ª        | Daunte Culpepper (2) | Minnesota Vikings    |
| 7ª        | Donovan McNabb (2)   | Philadelphia Eagles  |
| 8ª        | Drew Brees (1)       | San Diego Chargers   |
| 9ª        | Drew Brees (2)       | San Diego Chargers   |
| 10ª       | Brett Favre (2)      | Green Bay Packers    |
| 11ª       | Donovan McNabb (3)   | Philadelphia Eagles  |
| 12ª       | Payton Manning (4)   | Indianapolis Colts   |
| 13ª       | Carson Palmer (1)    | Cincinnati Bengals   |
| 14ª       | Billy Volek (1)      | Tennessee Titans     |
| 15ª       | Kerry Collins (3)    | Oakland Raiders      |
| 16ª       | Brett Favre (3)      | Green Bay Packers    |
| 17ª       | Tom Brady (3)        | New England Patriots |

Vincitore finale 2004
| Giocatore          | Squadra            |
| ------------------ | ------------------ |
| Peyton Manning (2) | Indianapolis Colts |

## 2003

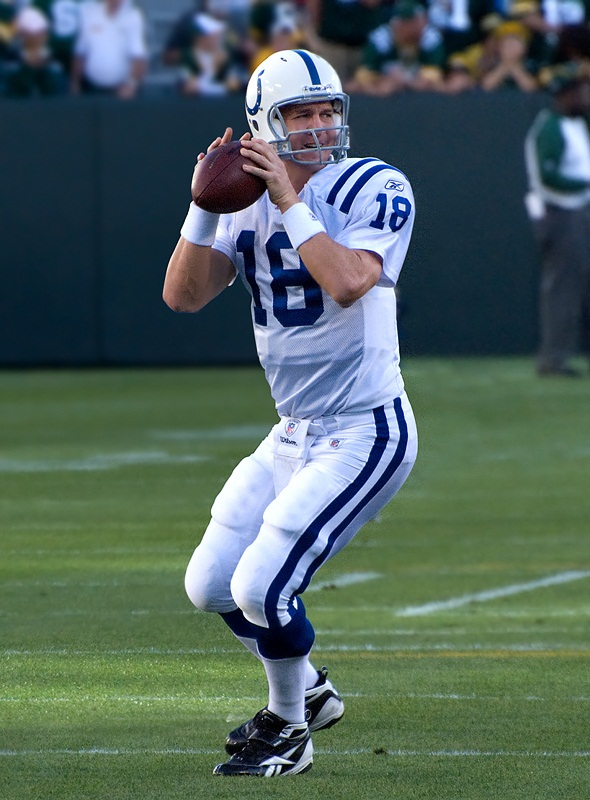
Peyton Manning, vincitore nel 2003.

Vincitori settimanali
| Settimana | Giocatore           | Squadra              |
| --------- | ------------------- | -------------------- |
| 1ª        | Joey Harrington (1) | Detroit Lions        |
| 2ª        | Drew Bledsoe (1)    | Buffalo Bills        |
| 3ª        | Kerry Collins (1)   | New York Giants      |
| 4ª        | Peyton Manning (1)  | Indianapolis Colts   |
| 5ª        | Peyton Manning (2)  | Indianapolis Colts   |
| 6ª        | Steve McNair (1)    | Tennessee Titans     |
| 7ª        | Aaron Brooks (1)    | New Orleans Saints   |
| 8ª        | Kerry Collins (2)   | New York Giants      |
| 9ª        | Tom Brady (1)       | New England Patriots |
| 10ª       | Doug Flutie (1)     | San Diego Chargers   |
| 11ª       | Kelly Holcomb (1)   | Cleveland Browns     |
| 12ª       | Matt Hasselbeck (1) | Seattle Seahawks     |
| 13ª       | Matt Hasselbeck (2) | Seattle Seahawks     |
| 14ª       | Jeff Garcia (1)     | San Francisco 49ers  |
| 15ª       | Aaron Brooks (2)    | New Orleans Saints   |
| 16ª       | Brett Favre (1)     | Green Bay Packers    |
| 17ª       | Tom Brady (2)       | New England Patriots |

Vincitore finale 2003
| Giocatore          | Squadra            |
| ------------------ | ------------------ |
| Peyton Manning (1) | Indianapolis Colts |